# 乙葉カレン
乙葉 カレン（おとは かれん、3月9日 - ）は、日本のAV女優。ARROWS所属。2021年よりWishへ移籍し、夏愛あずさに改名。

## 略歴・人物
2020年8月、キャッチコピー「引き締まったBODYにFカップ美巨乳!」「AV向きのこのカラダ、このクビレ、この乳、奇跡!!」で、ムーディーズからデビューしたAV女優。所属事務所はARROWS。
デビュー当時から、企画単体女優として活動。
2021年6月17日、自身のTwitterにてWishへ移籍し、「夏愛あずさ」に改名したことを発表。

## 作品
(配):配信特化・先行型メーカ・レーベル作品、無印:単体作品、○:複数人数による共演作品、○出演者:2から3人の共演作品、●出演者:2から3人の共演を含めたオムニバス作品、□:オムニバス作品、□出演者:出演者が3人までのオムニバス作品

### アダルトDVD
- もの凄い神スリム!!しかもFカップ!!一緒に温泉に入った友達にAVを勧められてデビュー!! 乙葉カレン（8月13日、ムーディーズ）
- 神スリム女子大生友達に勧められて中出し解禁!! 子宮を早漏体質に変えたはじめてのナマ中出し 乙葉カレン（9月25日、本中）
  - 【初撮り】【柔乳スレンダーボディ】【ガクガクしっぱなし】素朴感がまだまだ抜けない新卒上京娘。腹筋に力が入る逝きっぷりはあまりにも卑猥で… ネットでAV応募→AV体験撮影 1377（10月26日、シロウトTV）(配)
- オンライン合コンで出会ってリモート調教した童顔なのに巨乳スタイル抜群な炉利っこ 芹菜 350キロ離れた仙台の彼女が暮らす田舎町でナマ調教記録（10月27日、First Star）
- うん、やっぱり今日、あいつに好きって言おう。 乙葉カレン（10月30日、ドリームチケット）
- 噂の顔出しNG巨乳料理チューバー洋子 ファン参加型☆神乳ヌキヌキクッキング開催（11月1日、キチックス/妄想族）
  - 乙葉(20) 現役保育士 夢はAV女優オナニー大好きGカップ170cm（11月6日、写楽企画）(配)
  - 乙葉(22) 現役ファッションモデル 彼氏とのプライベートSEX映像流出!（11月11日、しろうとがーる）(配)
- フェアリーテール I’m drawn to you.（11月12日、First Star）
- ちょうどいいセフレ 地味巨乳あみ Gカップ/専門学生/M気質（11月12日、MERCURY）
- セクハラ整体NTR 整体師の裏テクが凄すぎて彼氏が隣にいるのに何度もイカされまくった女子大生 乙葉カレン（11月13日、Fitch）
- 家庭教師の先生に授業時間2時間連続中出しセックスで痙攣イキ!ボクの家庭教師の先生がエロすぎる!エッチの経験のないボクには刺激がたまらない!（11月19日、Hunter）□
- 身体拘束泣き叫びクリトリス拷問 Beautiful girl breaks（11月27日、MERCURY）
- 普段色気も何も感じない妹の初めて見せてきた部活ユニフォーム突き出し尻がエロ過ぎる!我慢できず強引に生挿入&何度も中出しした結果…!?（12月7日、Hunter）□[注 1]
- 先生と過ごした特別な夏休み… 中年精液で汚されるFcup神スリム制服美少女 乙葉カレン（12月13日、Fitch）

- 叔父さんと私の性交 乙葉カレン（1月7日、アタッカーズ）
- 中出しアリと知らずに体験入店した大衆ソープ店。かれん 乙葉カレン（1月13日、ダスッ!）
- 私、実は夫の上司に犯され続けてます… 乙葉カレン（1月13日、溜池ゴロー）
- マジックミラー号 豪華撮り下ろし総勢12名!水着美女3タイトル2枚組480分!あの手この手で全員本番に成功した子のみ収録SP!2020年夏の記録（1月21日、SODクリエイト）□
- 凄っ!超スリム超美巨乳!「肉体がチ○コを欲しがってるの…」娼婦の如く肉棒を責め立て、過激性交でイキまくる敏感制服娘と激情ハメ撮り 乙葉カレン（1月25日、オーロラプロジェクト・アネックス）
- 「乳首しか勝たん!」チ●ポがおバカさんになるまで乳首ペログリ追撃 ドッピュドピュ11発も抜いちゃうニヤニヤ挑発Wチクビッ痴 樋口みつは 乙葉カレン（1月25日、kawaii*）○樋口みつは
- 淫魔放送局 堕ちた美人女子アナたち（2月7日、アタッカーズ）○武田エレナ、八乃つばさ
- 恥辱の家庭訪問 乙葉カレン（2月13日、オーロラプロジェクト・アネックス）
- 『私、脱いだらすごいんだからね!』まだ子供…と、お子ちゃま扱いしていた年下の女子○生幼馴染が実はスタイル抜群の女性になってて思わずフル勃起!（2月19日、Hunter）□
- 黒人ホームステイNTR 膣穴を破壊する異国の黒ペニ編 乙葉カレン（2月25日、ダスッ!）
- 超スリム高級ソープ嬢 乙葉カレン（3月11日、ROCKET）
  - 可憐(21) 脱いだら、スゴイ。（3月26日、素人ホイホイZ）(配)
  - 黒パンスト人妻のエロ尻に興奮し即ズボ&無許可中出し 火がついた女が知らない男におかわりセックス懇願!（4月1日、アキノリ）(配)□佐伯由美香、大浦真奈美
- 人妻OLの無慈悲な再就職 乙葉カレン（4月7日、アタッカーズ）
- チクジオ～乳首だけで潮吹き失禁レズビアン～ 深田結梨 乙葉カレン ダブルFカップ（4月19日、レズれ!）○深田結梨
- 義父になったらやりたかったコト～AV好きな私の家に可愛い嫁がやってきた～ 乙葉カレン（4月19日、ヴィーナス）
- 美大生の美乳スレンダー娘 お父さんにヌードモデルをお願いしたら興奮して中出しされました。 乙葉カレン（5月1日、プラネットプラス）

### アダルトVR
- さっきまで恥ずかしそうにインタビューに応えてくれた女のコと生SEX! 脱がせたら形のいいFカップ乳 プリンと上向きかわいい乳首にウエスト51cmの極細くびれ 神スリム女子大生初めての中出しVR 乙葉カレン（10月15日、本中-VR）
- 「私、こんなにおっぱい大きくなったんだよ!」ガリガリでぺちゃぱいのガキんちょだった年下の幼馴染が超美巨乳神くびれスレンダーボディになっていた件!（10月25日、ジャックポットシステム）
- 新人ソープ嬢講習の客役で三輪車コース生中出し!!即尺～スケベ椅子～潜望鏡～マットで生中出しまで、新人Fカップ嬢2人とベテランHカップ嬢による高級店濃密サービスを忠実体験VR（11月17日、Hunter）○笹倉杏、馬瀬まひ菜
- 派遣切りに遭った僕の転職先を親身になってサポートしてくれる新人転職エージェント カレンさん 乙葉カレン（12月1日、MadonnaVR）
- 媚薬キメエステVR 健全なメンズエステだと思ったら…「一緒に気持ちよくなりませんか?」（12月17日、SODVR）

- 温泉に入っていたらまさかの『タオル一枚 男湯入ってみませんか?』の撮影に出くわしてエッチな素人娘さんにヌかれちゃったVR 160分SP（1月7日、SODVR）□
- 【夢の新風俗】温泉街で噂の、巨乳おっパブ嬢が極上サービスしてくれる露天風呂（1月21日、SODVR）○椿りか、EMILY
- スリル満点!声我慢!清楚系彼女と発情暴走!教室・図書室・体育倉庫でイチャラブ三昧!（3月5日、ブイワンVR）

### イメージビデオ
- 制服SCANDAL/斎藤雪奈（2020年10月30日、スパイスビジュアル）